# 懷斯 (北卡羅萊納州)
懷斯（英語：Wise）是位於美國北卡羅萊納州沃倫縣的非建制地區。

## 歷史
懷斯的郵局自1891年營運至今。

## 地理
懷斯所處的海拔為高於海平面118米（即387英呎），而該地所採用的時區為UTC-5，即北美东部时区（EST）。同時該地設有夏令時間，為UTC-5調快一小時，即UTC-4（EDT）。